# Theodosius Dobzhansky
Theodosius Grigorievich Dobzhansky (ukrajinsko Теодо́сій Григо́рович Добжа́нський; rusko Феодо́сий Григо́рьевич Добржа́нский – Teodozij Grigorjevič Dobžanski), ukrajinsko-ameriški evolucijski biolog in genetik, * 25. januar 1900, Nemirov, Ruski imperij (danes Ukrajina), † 18. december 1975, San Jacinto, Kalifornija, Združene države Amerike.
Bil je eden najpomembnejših evolucijskih biologov svojega časa, ki je s svojim delom pomembno prispeval k sodobni sintezi teorije evolucije.

## Življenjepis
Rodil se je v majhnem kraju v osrednji Ukrajini staršema poljskega porekla. Srednjo šolo je končal v Kijevu, kjer je kasneje vpisal študij biologije na tamkajšnjo univerzo in diplomiral leta 1921. V času študija se je ukvarjal z entomologijo. Po diplomi je najprej delal na Kmetijskem inštitutu v Kijevu, nato pa je postal asistent genetika Jurija Filipčenka na Univerzi v Leningradu (zdaj Državna univerza v Sankt Peterburgu), kjer je začel z delom na vinski mušici vrste Drosophila melanogaster. V tem obdobju se je poročil z Natalijo Petrovno Sivercevo in imel z njo eno hči. Leta 1927 je dobil položaj na Sovjetski akademiji znanosti, za katero je vodil dve raziskovalni odpravi v Srednjo Azijo z namenom preučevanja domačih živali. Na račun svojega znanja tujih jezikov je imel priložnost navezati stike z zahodnimi znanstveniki, ki so takrat obiskovali akademijo.
Še istega leta je dobil štipendijo Rockefellerjevega sklada za študijski obisk v Združenih državah Amerike, kjer se je pridružil laboratoriju genetika Thomasa H. Morgana, pionirja raziskav na vinskih mušicah. Kmalu po tem se je Morgan preselil na Kalifornijski tehnološki inštitut (Caltech), kamor mu je sledil tudi Dobzhansky kot docent za genetiko in ostal tam 12 let, čeprav so njegovi ruski kolegi pričakovali, da se bo po dveh letih, kot je trajala štipendija, vrnil v domovino. Namesto tega je ostal v ZDA do konca svojega življenja, saj ni želel živeti v komunističnem režimu. Leta 1936 je na Caltechu napredoval do položaja profesorja. V New York se je vrnil leta 1940 kot profesor zoologije na Univerzi Columbia, kjer je deloval 26 let, nato pa do svoje upokojitve leta 1970 na Rockefellerjevem inštitutu (medtem preimenovanem v Rockefellerjevo univerzo).
Zadnjih pet let življenja je deloval kot pomožni profesor na Univerzi Kalifornije v Davisu, vendar se je tam počutil izoliranega, saj je bil njegov stari oddelek na Rockefellerjevi univerzi ob njegovem odhodu ukinjen. Kljub starosti prek 70 let in levkemiji, ki so mu jo diagnosticirali leta 1968, je nadaljeval z laboratorijskim in terenskim delom praktično do smrti.

## Raziskovalno delo
Najprej se je ukvarjal z entomologijo, natančneje sistematiko polonic, po prigovarjanju enega od mentorjev pa se je usmeril v genetiko. Že v študentskih letih je med drugim delal tudi na vinskih mušicah in leta 1927 objavil pomemben članek, v katerem je dokazal, da je lahko isti gen odgovoren za izražanje več fenotipskih lastnosti. Po selitvi v Morganov laboratorij je sodeloval v različnih študijah kromosomov na vrsti D. melanogaster, kmalu pa je njegovo pozornost pritegnila sorodna vrsta Drosophila pseudoobscura, ki je bila primernejša za preučevanje v naravi.
Na tej vrsti je najprej preučeval kromosomske inverzije (tip kromosomske aberacije) kot pokazatelj filogenetskega položaja, kasneje pa tudi geografsko variacijo med populacijami. Najprej je zagovarjal mnenje, da gre za naključen in selekcijsko nevtralen pojav, kasneje pa je ugotovil, da je pogostost v populaciji odvisna od okolja in letnega časa. Imel je tudi priložnost opazovati evolucijo v realnem času, ko se je nova kromosomska inverzija polagoma razširila prek juga ZDA in se ustalila v populaciji. Poleg tega se je ukvarjal z umetno selekcijo vedenjskih lastnosti, kot je taksija, pri vinskih mušicah in odkril med drugim, da lahko genetske spremembe vplivajo na pripravljenost za parjenje glede na gensko »kompatibilnost« med samcem in samico, kar je eden od možnih mehanizmov nastanka vrst.

## Dela
Dobzhansky se je podpisal kot avtor ali soavtor več kot 600 objav, od tega 12 knjig. Zaradi svoje sposobnosti sinteze eksperimentalnih podatkov in teorij svojih predhodnikov v smiselno celoto je bil ključen pri oblikovanju sodobne sinteze teorije evolucije iz Darwinovega nauka, Mendlovih odkritij in matematičnega ogrodja za opis procesa naravne selekcije, ki so ga razvili Ronald Fisher, Sewall Wright ter J. B. S. Haldane. Prvič jo je objavil v vplivnem učbeniku Genetics and the Origin of Species leta 1937 in vplival na celo generacijo naslednikov, kot sta George G. Simpson in Ernst Mayr. V knjigi Mankind Evolving (1962) se je na podobno temeljit način lotil tudi evolucije človeka in napadel koncept ostro definiranih ras pri človeku kot biološko neutemeljen.
Od poljudnega pisanja je znamenit predvsem njegov esej »Nothing in biology makes sense except in the light of evolution« (Nič v biologiji nima smisla, razen v luči evolucije) v reviji American Biology Teacher iz leta 1973, v katerem je zagovarjal teistično evolucijo in kritiziral kreacionizem (po verskem prepričanju je bil pravoslavec).

### Knjige
- Sinnott, E.W.; Dunn, L.C; Dobzhansky, Th. (1925). Principles of Genetics. McGraw Hill. (4 izdaje: 1925, 1932, 1939, 1950)
- Dobzhansky, Th. (1937). Genetics and the Origin of Species. Columbia University Press, New York. (2. izd. 1941, 3. izd. 1951)
- Dunn, L.C. & Dobzhansky, Th. (1946). Heredity, Race, and Society. The New American Library of World Literature, Inc., New York.
- Dobzhansky, Th. (1956). The Biological Basis of Human Freedom. Columbia University Press, New York
- Dobzhansky, Th. (1955). Evolution, Genetics, & Man. Wiley & Sons, New York.
- Dobzhansky, Th. (1962). Mankind Evolving. Yale University Press, New Haven, Connecticut.
- Dobzhansky, Th. (1967). The Biology of Ultimate Concern. New American Library, New York.
- Dobzhansky, Th. (1970). Genetics of the Evolutionary Process. Columbia University Press, New York.
- Dobzhansky, Th. (1973). Genetic Diversity and Human Equality. Basic Books, New York.
- Dobzhansky, Th.; Ayala, F.J.; Stebbins, G.L.; Valentine, J.W. (1977). Evolution. W.H. Freeman, San Francisco.
- Dobzhansky, Th. (1981). Dobzhansky's Genetics of Natural Populations I-XLIII. R.C. Lewontin, J.A. Moore, W.B. Provine & B. Wallace, ur. Columbia University Press, New York. (ponatis 43 člankov iz serije, samo pri dveh Dobzhansky ni bil (so)avtor)
- Dobzhansky, Th. & Boesiger, E. (1983). Human Culture, A Moment in Evolution. Columbia University Press, New York.